# Bamfordite
La bamfordite è un minerale.

## Etimologia
Il nome si riferisce alla località di rinvenimento: i depositi W-Mo-Bi di Bamford Hill, nei pressi della città australiana di Cairns, nel Queensland settentrionale